# NGC 2998
NGC 2998 este o galaxie LINER situată în constelația Ursa Mare. A fost descoperită în 1788 de către William Herschel. Se află la o distanță de 59,7 de megaparseci de Pământ.